# طبقلو (عباس الغربي)
طبقلو (بالفارسية: طبقلو) هي مستوطنة تقع في إيران في قسم عباس الغربي الريفي. يقدر عدد سكانها بـ 68 نسمة .